# 山陽姫路西インターチェンジ
山陽姫路西インターチェンジ（さんようひめじにしインターチェンジ）は、兵庫県姫路市にある、山陽自動車道のインターチェンジ。「山陽」が付くのは、姫路市広畑区西蒲田にある姫路バイパスの姫路西ランプと区別するためである。
山陽自動車道から直接は国道29号姫路西バイパス（自動車専用道路）に接続されているが、同道路のインターチェンジと一体化しており、一般道に向かうことができる。また、そのまま自動車専用道路のみを利用することもできるジャンクションの構造になっている。
西日本高速道路関西支社姫路高速道路事務所および兵庫県警察高速道路交通警察隊姫路西分駐隊が併設されている。

## 歴史
- 1990年（平成2年）7月31日：山陽姫路西IC - 龍野西IC間開通に伴い、供用開始[1]。
- 1991年（平成3年）3月28日：山陽姫路東IC - 山陽姫路西IC間開通[1]。

## 周辺
- 姫路城
- 菅生川
- 太陽公園
- 塩田温泉
- 桜山エリア[2]
  - 桜山公園
  - 兵庫県立こどもの館
  - 星の子館
  - 姫路科学館
  - 姫路市自然観察の森

## 接続する道路
- 直接接続
  - 国道29号（姫路西バイパス及び姫路北バイパス）
- 間接接続
  - 兵庫県道5号姫路上郡線
  - 兵庫県道545号石倉玉田線
  - 兵庫県道724号姫路新宮線（国道29号旧道）

## 料金所
- ブース数：5

### 入口
- ブース数：2
  - ETC専用：1
  - ETC・一般：1

### 出口
- ブース数：3
  - ETC専用：1
  - 一般：2

## 隣
E2 山陽自動車道
(6) 山陽姫路東IC - 白鳥PA/BS - (7) 山陽姫路西IC - (8) 龍野IC/BS
姫路西バイパス
相野出屋敷ランプ - 山陽姫路西IC - 相野ランプ